# Расејана острва у Индијском океану
Расејана острва у Индијском океану (фр. Îles éparses, Îles éparses de l'océan Indien) су француски посед у Индијском океану, без локалне управе. Ради се о малим острвима, која су углавном ненасељена.
Од 2005. над острвима власт има префект Француских јужних и антарктичких земаља. До тада је административни управник био префект Реиниона, док сама острва нису део Реиниона нити Европске уније. Дана 21. фебруара 2007. Расејана острва су постала пета територија у саставу Француских јужних и антарктичких земаља.

## Острва
- Басас да Индија: атол површине 0,2 km², у Мозамбичком каналу, ненасељен
- Европа: 28 km², у Мозамбичком каналу, 330 km југоисточно од Мадагаскара, осим малог броја француских војника, ненасељено
- Острва Глориозо: 7 km² на две хриди (Roches Vertes и Île aux Crabes), у Мозамбичком каналу, са припадајућим околним морем 48.350 km², осим малог броја француских војника, ненасељено
- Хуан де Нова: 4,4 km², у Мозамбичком каналу, 600 km од Мајота и 280 km од афричке обале, осим малог броја француских војника, ненасељено
- Тромелин: 1 km², северозападно од Реиниона, на острву живи 10-20 метеоролога